# Георги Казепов
Георги Ангелов (Ангов) Стоянов или Казепов, понякога Газепов е български революционер, мелнишки околийски войвода на Вътрешната македоно-одринска революционна организация.

## Биография
Роден е на 21 февруари 1880 година в село Калиманци, тогава в Османската империя. По произход е от богат възрожденски род с традиции в революционната борба. Рано остава сирак и вуйчо му, който е адвокат в Босилеград, го взема при себе си. През 1900 година завършва българското педагогическо училище в Сяр и в същата година става и член на ВМОРО. От 1900 до 1903 година учителства в селата Марикостиново, Бельово и Черешница. В 1903 година, по препоръка на Яне Сандански е назначен за учител в българската прогимназия в Мелник. Властите усещат революционната му дейност и на втория месец от назначението му при обиск са открити писма от Сандански и е арестуван. След два месеца успява да избяга от затвора и става четник на Сандански в Пирин.
По време на Илинденско-Преображенското въстание е четник в сборната чета на Яне Сандански и Илия Кърчовалията. След поражението на въстанието е арестуван, но успява да избяга и става нелегален в четата на Сандански. В 1904 година приема фамилията на загиналия кресненски войвода Андрей Казепов. През 1905 година става секретар на Мелнишкия околийски революционен комитет, а година по-късно и мелнишки околийски войвода. Под негово ръководство мелнишкият район дава твърд отпор на Гръцката пропаганда в Македония. В 1906 година е делегат е на Втория конгрес на Серския революционен окръг, на който е избран за член на Серския окръжен революционен комитет.
След Хуриета Георги Казепов и Яне Сандански са представители на Мелнишко на конгреса на основаването на Народната федеративна партия (българска секция). През 1909 година участва в Похода до Цариград, с който е свален султан Абдул Хамид II. След забраняването на партията от младотурците Казепов минава в нелегалност и подпомага бягството на Яне Сандански от Мелник.
По време на Балканската война участва с чета в авангарда на Седма пехотна рилска дивизия. След войните става книжар в Мелник. През 1920 година е избран за кмет на града. В 1921 се изселва в София, а от 1922 работи в Марикостиново.
Георги Казепов е убит на 23 септември 1923 година от представители на десницата във ВМРО по време на фракционистките борби в организацията.